# Alan Clarke (Regisseur)
Alan Clarke (* 28. Oktober 1935 in Birkenhead; † 24. Juli 1990 in London) war ein britischer Regisseur, Produzent und Autor. Sein Augenmerk galt einer realistischen Darstellung sozialer Probleme.
Sein Kurzfilm Elephant (1989) beschäftigte sich mit den Auseinandersetzungen in Nordirland und bezugslosen, motivlosen Morden.

## Filmografie

### Als Regisseur
- 1967: The Informer (Fernsehserie)
- 1972: To Encourage the Others (TV-Film)
- 1973: Achilles Heel (TV-Film)
- 1977: Scum (TV-Film)
- 1979: Scum – Abschaum
- 1982: Baal (TV-Film)
- 1982: Made in Britain (TV-Film)
- 1984: Stars of the Roller State Disco (TV-Film)
- 1987: Billy the Kid and the Green Baize Vampire
- 1987: Rita, Sue... und Bob dazu (Rita, Sue and Bob Too!)
- 1989: Elephant (Kurzfilm)
- 1989: The Firm